# San Carlos (kommun i Colombia, Córdoba, lat 8,70, long -75,70)
San Carlos är en kommun i Colombia.   Den ligger i departementet Córdoba, i den nordvästra delen av landet, 500 km norr om huvudstaden Bogotá. Antalet invånare är 23 622.